# Live at the Greek
Live at the Greek est un album live du groupe américain The Black Crowes enregistré en compagnie de Jimmy Page, ex-guitariste de Led Zeppelin. Il est sorti le 29 février 2000 sur le label SPV GmbH/ Steamhammer en Europe et sur TVT Records pour les USA et a été produit par Kevin Shirley.

## Historique
Les enregistrements de cet album proviennent de deux concerts que Jimmy et les Black Crowes donnèrent le 18 et 19 octobre 1999 au Greek Theatre de Los Angeles. Ces deux concerts font partie de la tournée Excess All Aeras de 18 concerts qui se déroula en octobre 1999 et en juin, juillet et août 2000.
Les titres sont en majorité des reprises du groupe anglais Led Zeppelin dont Jimmy Page était le guitariste. Mais on y trouve aussi des reprises de standard du blues et de rock. Pour des raisons contractuelles avec leur maison de disque, aucun titre signé par les Black Crowes ne peut apparaitre sur cet album. Cependant rien ne les empêcha de les jouer sur scène et Remedy, No Speak No Slave, She Talks to Angel ou Wiser Time figuraient sur la setlist.
Il se classa à la 77e place du Billboard 200 aux États-Unis où il sera certifié Disque d'or pour plus de 500 000 albums vendus. En Europe, il se classa notamment à la 39e place des charts britanniques et à la 24e place en Allemagne.
Ce live, aujourd'hui considéré comme l'un des plus célèbres du rock (en 2011, le magazine Rolling Stone France l'inséra dans son article Le tour du monde en 80 lives). 

## Liste des titres
- Tous les titres sont des reprises du groupe anglais Led Zeppelin sauf indications.

Disc 1
| No  | Titre                                       | Auteur                                      | Durée |
| --- | ------------------------------------------- | ------------------------------------------- | ----- |
| 1.  | Celebration Day                             | John Paul Jones, Jimmy Page, Robert Plant   | 3:42  |
| 2.  | Custard Pie                                 | Page, Plant                                 | 5:18  |
| 3.  | Sick Again                                  | Page, Plant                                 | 4:34  |
| 4.  | What Is and What Should Never Be            | Page, Plant                                 | 5:26  |
| 5.  | Woke Up This Morning (reprise de B.B. King) | B.B. King, Jules Taub                       | 4:14  |
| 6.  | Shapes of Things (reprise des Yardbirds)    | Jim McCarty, Keith Relf, Paul Samwell-Smith | 3:09  |
| 7.  | Sloppy Drunk (reprise de Jimmy Rogers)      | Jimmy Rogers                                | 6:05  |
| 8.  | Ten Years Gone                              | Page, Plant                                 | 6:30  |
| 9.  | In My Time of Dying                         | John Bonham, Jones, Page, Plant             | 9:34  |
| 10. | Your Time Is Gonna Come                     | Jones, Page                                 | 6:02  |

Disc 2
| No  | Titre                                           | Auteur                                | Durée |
| --- | ----------------------------------------------- | ------------------------------------- | ----- |
| 11. | The Lemon Song                                  | C.Burnett, Bonham, Jones, Page, Plant | 8:59  |
| 12. | Nobody's Fault But Mine                         | Page, Plant                           | 6:41  |
| 13. | Heartbreaker                                    | Bonham, Jones, Page, Plant            | 5:50  |
| 14. | Hey, Hey, What Can I Do                         | Bonham, Jones, Page, Plant            | 3:30  |
| 15. | Mellow Down Easy (reprise de Willie Dixon)      | Willie Dixon                          | 5:20  |
| 16. | Oh Well (reprise de Fleetwood Mac)              | Peter Green                           | 4:10  |
| 17. | Shake Your Moneymaker (reprise d' Elmore James) | Elmore James                          | 4:25  |
| 18. | You Shook Me                                    | W. Dixon, J. B. Lenoir                | 8:25  |
| 19. | Out On the Tiles                                | Bonham, Page, Plant                   | 3:39  |
| 20. | Whole Lotta Love                                | Dixon, Bonham, Jones, Page, Plant     | 5:34  |

Titres bonus de l'édition japonaise
| No  | Titre              | Auteur             | Durée |
| --- | ------------------ | ------------------ | ----- |
| 21. | In the Light       | Jones, Page, Plant | 9:07  |
| 22. | Misty Mountain Hop | Jones, Page, Plant | 5:05  |

## Musiciens
- Jimmy Page: guitares

The Black Crowes
- Chris Robinson: chant
- Rich Robinson: guitares
- Audley Freed: guitares
- Steve Gorman: batterie, percussions
- Ed Harsch: claviers
- Sven Pipien: basse
- Greg Rzab: basse sur les titres bonus

## Charts et certification
| Pays             | Durée du classement | Meilleur classement |
| ---------------- | ------------------- | ------------------- |
| Allemagne        | 8 semaines          | 24e                 |
| Autriche         | 4 semaines          | 37e                 |
| Canada           | 10 semaines         | 27e                 |
| États-Unis       | 9 semaines          | 64e                 |
| Finlande         | 3 semaines          | 27e                 |
| France           | 1 semaine           | 73e                 |
| Italie           | 3 semaines          | 37e                 |
| Nouvelle-Zélande | 1 semaine           | 45e                 |
| Pays-Bas         | 6 semaines          | 46e                 |
| Royaume-Uni      | 6 semaines          | 39e                 |
| Suisse           | 4 semaines          | 77e                 |

| Pays       | Certification | Ventes    | Date       |
| ---------- | ------------- | --------- | ---------- |
| États-Unis | Or            | 500 000 + | 14/10/2000 |

### Charts singles
| Date | Single                           | Chart                  | Durée du classement | Position |
| ---- | -------------------------------- | ---------------------- | ------------------- | -------- |
| 2000 | What Is and What Should Never Be | Mainstream Rock Tracks | 13 semaines         | 13e      |
| 2000 | Ten Years Gone                   | Mainstream Rock Tracks | 7 semaines          | 33e      |